# Corot-4b
Corot-4b, tidigare känd som Corot-Exo-4b, är en exoplanet som kretsar kring stjärnan Corot-4 i Enhörningens stjärnbild. Planeten är den tredje planeten som upptäcktes av det franskledda rymdteleskopet Corot, i juni 2008. Planeten är en typisk "het Jupiter", med massan 0,72 MJ.
Exoplaneten kretsar nära sin värdstjärna med ett varv på ungefär 9 dygn, vilket gör den till en mycket varm planet. Moderstjärnan är solliknande och av spektralklass F8V.